# Remispora pilleata
Remispora pilleata är en svampart som tillhör divisionen sporsäcksvampar, och som beskrevs av Kohlm.. Remispora pilleata ingår i släktet Remispora, och familjen Halosphaeriaceae. Arten är reproducerande i Sverige.